# Fantasy (singel Amandy Lear)
Fantasy – singel francuskiej piosenkarki Amandy Lear, wydany w 1992 roku.

## Ogólne informacje
Utwór został wyprodukowany przez niemiecki zespół Bass Bumpers i stylistycznie nawiązywał do nurtu eurodance, bardzo popularnego w Europie na początku lat 90. Piosenka została wielokrotnie remiksowana i spotkała się z gorącym przyjęciem w klubach, szczególnie gejowskich.
Był to jedyny singel z albumu Cadavrexquis. Na francuskich wydaniach singla CD umieszczono nową wersję największego hitu Amandy Lear, „Follow Me”, która również trafiła na płytę Cadavrexquis.

## Lista ścieżek
- 7" single[2][3]

1. „Fantasy Mysterious” – 3:53
2. „Fantasy Mysterious” (House Mix) – 3:52

- 12" single[4]

1. „Fantasy Face” (Long Version) – 6:18
2. „Fantasy Face” – 4:03
3. „Fantasy Face” (Instrumental) – 4:03
4. „Fantasy Mysterious” (Long Version) – 5:46
5. „Fantasy Mysterious” (House Mix) – 3:52

- CD single[5]

1. „Fantasy” (Long Version) – 6:18
2. „Fantasy” (Mysterious Mix) – 5:46
3. „Fantasy” (Mysterious Single) – 3:52
4. „Follow Me” (Mix 93) – 3:50